# فیفا
فدراسیون بین‌المللی فوتبال (به فرانسوی: Fédération Internationale de Football Association) معروف به فیفا، نهاد اداره کنندهٔ مسائل فوتبال، فوتسال و فوتبال ساحلی در سطح جهان است. محل استقرار این فدراسیون در زوریخ، سوئیس است و رئیس آن در حال حاضر جیانی اینفانتینو می‌باشد.
فیفا کمیته مرکزی سازماندهی و نظارت بر اکثر تورنمنت‌های بین‌المللی فوتبال، به ویژه جام جهانی فوتبال است که از سال ۱۹۳۰ برگزار می‌شود. فیفا دارای ۲۱۲ عضو می‌باشد که ۱۶ عضو بیشتر از سازمان ملل و ۴ عضو بیشتر از کمیته بین‌المللی المپیک دارد ولی با این حال تعداد اعضای آن در مقایسه با فدراسیون بین‌المللی ورزشکاران ۵ عضو کمتر است. فیفا به دلیل افشا شدن پرونده‌های فساد دبیران قبلی در انظار عمومی متهم به فساد مالی گسترده شد.

## تاریخچه
با افزایش محبوبیت مسابقات بین‌المللی در اوایل قرن بیستم، نیاز به یک سازمان واحد برای سرپرستی و نظارت بر بازی‌های جهانی احساس شد، بنابراین فیفا در ۲۱ می۱۹۰۴ از سوی انجمن ملی فوتبال کشورهای ایتالیا، بلژیک، دانمارک، فرانسه، هلند، اسپانیا، سوئد و سوئیس در پاریس تأسیس شد و اولین رئیس آن هم روبرت گیرین بود.
فیفا ریاست اولین مسابقات بین‌المللی فوتبال را در سال ۱۹۰۶ بر عهده داشت، اما موفقیت کمی به دست آورد. این مسائل به همراه مسائل مالی، منجر به جایگزینی سریع دنیل بورلی وولفال انگلیسی به جای روبرت گیرین شد. با وجود عدم حضور بازیکنان حرفه‌ای فوتبال در المپیک (طبق قوانین فیفا) مسابقات فوتبال در المپیک ۱۹۰۸ لندن موفقیت بیشتری نسبت به قبل به دست آورد.
با در خواست عضویت آفریقای جنوبی در سال ۱۹۰۹، آرژانتین و شیلی در سال ۱۹۱۲ و کانادا و آمریکا در سال ۱۹۱۳ اعضای فیفا از اروپا فراتر رفت.
همراهی تعداد زیادی از بازیکنان در جنگ و محدود شدن امکان مسافرت برای بازی‌های بین‌المللی باعث شد فیفا با مشکلات زیادی روبرو باشد. بعد از جنگ، با مرگ دنیل بورلی وولفال سازمان به وسیله هیرشمن کارل آلمانی به کار خود ادامه داد. سازمان از انقراض نجات پیدا کرد اما انگلیس به عنوان خانه فیفا (به انگلیسی: Home Nations) در آن زمان با اظهار بی میلی از شرکت در مسابقات بین‌المللی با دشمنان اخیر خود در زمان معزی سوم از آن کناره‌گیری کرد. بعدها فیفا دوباره اعضای خود را به دست آورد.
مجموعه فیفا توسط موزه بین‌المللی فوتبال در انگلیس نگهداری می‌شود.

### روسای فیفا
فیفا از بدو تأسیس تاکنون توسط ۹ رئیس اداره شده است.
| رئیس             | کشور     | سال‌های ریاست |
| ---------------- | -------- | ------------ |
| رابرت گوئرین     | فرانسه   | ۱۹۰۴–۱۹۰۶    |
| دنیل برلی وولفال | انگلستان | ۱۹۰۶–۱۹۱۸    |
| ژول ریمه         | فرانسه   | ۱۹۲۱–۱۹۵۴    |
| رادولف سیلدرایرس | بلژیک    | ۱۹۵۴–۱۹۵۵    |
| آرتور دروری      | انگلستان | ۱۹۵۵–۱۹۶۱    |
| استنلی راس       | انگلستان | ۱۹۶۱–۱۹۷۴    |
| ژائو هاولانژ     | برزیل    | ۱۹۷۴–۱۹۹۸    |
| سپ بلاتر         | سوئیس    | ۱۹۹۸–۲۰۱۵    |
| جانی اینفانتینو  | سوئیس    | ۲۰۱۵-اکنون   |

### استعفای سب بلاتر
در ۲ ژوئن ۲۰۱۵ سب بلاتر پس از ۴ روز از انتخابش به عنوان رئیس فیفا، از این سمت استعفاء داد، البته وی تا زمان انتخابات بعدی همچنان به عنوان رئیس فیفا باقی ماند و به کارش ادامه داد. بلاتر از سال ۱۹۹۸ ریاست فیفا را در دست داشت و در سال‌های آخر حضور در این مسند، چالش‌های زیادی را به خصوص پس از انتخاب روسیه و قطر به عنوان میزبان جام‌های جهانی ۲۰۱۸ و ۲۰۲۲ تجربه کرد.

## ساختار

نقشه جهان و شش کنفدراسیون فوتبال

### آئین‌نامه
فیفا سازمانی است که تحت قوانین کشور سوییس تأسیس شده است و محل استقرار آن نیز در سوییس است. کنگره فیفا بالاترین نهاد فیفاست، و ترکیبی است از نمایندگان فدراسیون‌های کشورهای عضو فیفا. کنگره در شرایط معمول نشست سالانه دارد اما این نشست در شرایط فوق‌العاده نیز بنا به درخواست سالی یکبار تشکیل می‌شود. تنها کنگره می‌تواند با تصویب قوانین در فیفا تغییرات به وجود آورد.
کنگره رئیس فیفا، دبیرکل و دیگر اعضای کمیته اجرایی فیفا را انتخاب کند. رئیس و دبیرکل جزء مقامات اصلی فیفا هستند که مسئولیت اداره امور جاری فیفا را به عهده دهرند که این کار را با دبیر خانه کل که حدود ۲۸۰ عضو دارد انجام می‌دهند.
کمیته اجرایی فیفا که تحت ریاست رئیس فیفاست مهم‌ترین بخش تصمیم گیرنده سازمان در فاصله زمانی بین دو کنگره است. ساختار سازمانی جهانی فیفا شامل ۷ بخش دیگر هم می‌باشد که یا تحت اختیار کمیته اجرایی است یا به وسیله کنگره به عنوان کمیته دائمی تشکیل شده است. از جمله کمیته مالی، کمیته انضباطی، کمیته داوری و غیره.

### ۶ کنفدراسیون و ۲۰۹ فدراسیون ملی
به غیر از سازمان جهانی فیفا، فیفا کنفدراسیون‌هایی در قاره‌ها و مناطق مختلف برای سرکشی بازی‌ها تشکیل داده است. لازم است ذکر شود که فدراسیون‌های کشورها عضو فیفا هستند نه ، کنفدراسیون‌ها به وسیله فیفا تشکیل می‌شوند. فدراسیون‌های کشورها باید هم عضو فیفا و هم عضو کنفدراسیونی باشند که کشورشان از نظر جغرافیایی در حوزه آن قرار گرفته تا اجازه شرکت در مسابقات فیفا را به دست آورند. (لیست این کنفدراسیون‌ها با کمی استثنائات جغرافیایی در زیر آمده است)
     کنفدراسیون فوتبال آسیا (AFC؛ ۴۷ عضو) در امور آسیا و استرالیا(۲۲/۱۷٪)
     کنفدراسیون فوتبال آفریقا (CAF؛ ۵۶ عضو)(۲۶/۴۲٪)
     کنفدراسیون فوتبال آمریکای شمالی و مرکزی (CONCACAF؛ ۳۰ عضو)(۱۴.۱۵٪)
     کنفدراسیون فوتبال آمریکای جنوبی (CONMEBOL؛ ۱۰ عضو)(۴/۷۲٪)
     کنفدراسیون فوتبال آقیانوسیه (OFC؛ ۱۴ عضو)(۶/۶٪)
     کنفدراسیون فوتبال اروپا (UEFA؛ ۵۵ عضو)(۲۵/۹۴٪)
مرزهای بین بعضی از کشورها باعث شده بود تا هم‌زمان عضو دو قاره باشند، در نتیجه شماری از کشورها مثل روسیه، ترکیه، قبرس، ارمنستان، آذربایجان و گرجستان خواستار عضویت در یوفا (UEFA)شدند اگرچه که قسمت زیادی از خاک آن‌ها در آسیا قرار داشت. با این که اسرائیل به‌طور کامل در قاره آسیا قرار داشت اما چون هیچ پیوندی با کشورهای آسیایی نداشت در سال ۱۹۹۴ به یوفا پیوست. قزاقستان نیز در سال ۲۰۰۲ از ای اف سی به یوفا پیوست؛ و استرالیا آخرین کشوری بود که در ژانویه ۲۰۰۶ ازاو اف سی به ای اف سی رفت.
کشورهای گویان و سورینام با این که در آمریکای جنوبی قرار داشتند اما همچنان به عضویت خود در کونکاکاف(CONCACAF) ادامه دادند.
هیچ تیمی از OFC توانایی پیروزی در مسابقات انتخابی جام جهانی را نداشت. در دور اخیر انتخابی جام جهانی برنده OFC مجبور شد بازی پلی‌آف را در مقابل کشوری از کنمبل(CONMEBOL) انجام بدهد که این مانع همیشه باعث عدم حضور استرالیا در جام جهانی می‌شد. در تلاش برای بهبود تیم‌های ملی و داخلی کشورها، استرالیا در سال ۲۰۰۶ به کنفدراسیون فوتبال آسیا پیوست. بر این اساس استرالیا می‌تواند در تورنمنت‌های آسیایی مثل جام فوتبال آسیا و لیگ قهرمانان آسیا بازی کند. تنها چند ماه پس از این‌جا به جایی استرالیا توانست با پیروزی در بازی پلی آف در مقابل اروگوئه (در ضربات پنالتی) به جام جهانی ۲۰۰۶ راه یابد.
به‌طور کلی فیفا ۲۰۹ فدراسیون ملی به همراه تیم‌های ملی مردان این کشورها و همچنین ۱۲۹ تیم ملی زنان را به رسمیت می‌شناسد. جالب این جاست که تعداد اعضای فیفا از سازمان ملل بیشتر است چرا که فیفا چندین دولت مستقل را به عنوان کشور مستقل به رسمیت می‌شناسد که بارزترین آن‌ها چهار کشور در بریتانیای کبیر (انگلیس، اسکاتلند، ولز و ایرلند شمالی) هستند.
رنکینگ جهانی فیفا به‌طور ماهانه به روز می‌شود و رتبه هر تیم بر اساس عملکرد آن تیم در مسابقات بین‌المللی، مسابقات انتخابی و بازی‌های دوستانه تعیین می‌شود. همچنین رنکینگ جهانی برای فوتبال زنان نیز سالی یکبار به روز می‌شود.

## فهرست رئیسان
| دوره ریاست  | تصویر       | رئیس             | تولد                  | مرگ                    | آغاز ریاست             | پایان ریاست             | مدت ریاست       | ملیت            |
| ----------- | ----------- | ---------------- | --------------------- | ---------------------- | ---------------------- | ----------------------- | --------------- | --------------- |
| ۱           |             | رابرت گوئرین     | ۲۸ ژوئن ۱۸۷۶          | ۱۹ مارس ۱۹۵۲ (۷۵ سال)  | ۲۳ مه ۱۹۰۴             | ۴ ژوئن ۱۹۰۶             | ۲ سال، ۱۲ روز   | فرانسه          |
| ۲           |             | دنیل برلی وولفال | ۱۵ ژوئن ۱۸۵۲          | ۲۴ اکتبر ۱۹۱۸ (۶۶ سال) | ۴ ژوئن ۱۹۰۶            | ۲۴ اکتبر ۱۹۱۸ (فوت کرد) | ۱۲ سال، ۱۴۲ روز | بریتانیا        |
| کفیل        |             | کرنلیز هیرشمن    | ۱۶ فوریه ۱۸۷۷         | ۲۶ ژوئن ۱۹۵۱ (۷۴ سال)  | ۲۴ اکتبر ۱۹۱۸ (کفیل)   | ۱۹۲۰                    | ۱ سال، ۳۰۹ روز  | هلند            |
| کفیل (رئیس) |             | ژول ریمه         | ۱۴ اکتبر ۱۸۷۳         | ۱۶ اکتبر ۱۹۵۶ (۸۳ سال) | ۱۹۲۰ (کفیل)            | ۱ مارس ۱۹۲۱             | ۱۸۵ روز         | فرانسه          |
| ۳           | ۱ مارس ۱۹۲۱ | ژول ریمه         | ۱۴ اکتبر ۱۸۷۳         | ۱۶ اکتبر ۱۹۵۶ (۸۳ سال) | ۲۱ ژوئن ۱۹۵۴           | ۳۳ سال، ۱۱۲ روز         |                 | فرانسه          |
| ۴           |             | رادولف سیلدرایرس | ۱۶ دسامبر ۱۸۷۶        | ۷ اکتبر ۱۹۵۵ (۷۸ سال)  | ۲۱ ژوئن ۱۹۵۴           | ۷ اکتبر ۱۹۵۵ (فوت شده)  | ۱ سال، ۱۰۸ روز  | بلژیک           |
| کفیل        |             | آرتور دروری      | ۳ مارس ۱۸۹۱           | ۲۵ مارش ۱۹۶۱ (۷۰ سال)  | ۷ اکتبر ۱۹۵۵ (کفیل)    | ۹ ژوئن ۱۹۵۶             | ۲۴۶ روز         | بریتانیا        |
| ۵           | ۹ ژوئن ۱۹۵۶ | آرتور دروری      | ۳ مارس ۱۸۹۱           | ۲۵ مارش ۱۹۶۱ (۷۰ سال)  | ۲۵ مارس ۱۹۶۱ (فوت شده) | ۴ سال، ۲۸۹ روز          |                 | بریتانیا        |
| کفیل        |             | ارنست تومن       | ۲۳ ژانویه ۱۸۹۹        | ۱۴ مه ۱۹۶۷ (۶۸ سال)    | ۲۵ مارس ۱۹۶۱ (کفیل)    | ۲۸ سپتامبر ۱۹۶۱         | ۱۸۷ روز         | سوئیس           |
| ۶           |             | استنلی راس       | ۲۵ آوریل ۱۸۹۵         | ۱۸ ژوئیه ۱۹۸۶ (۹۱ سال) | ۲۸ سپتامبر ۱۹۶۱        | ۸ مه ۱۹۷۴               | ۱۲ سال، ۲۲۲ روز | بریتانیا        |
| ۷           |             | ژائو هاولانژ     | ۸ مه ۱۹۱۶             | ۱۶ اوت ۲۰۱۶ (۱۰۰ سال)  | ۸ مه ۱۹۷۴              | ۸ ژوئن ۱۹۹۸             | ۲۴ سال، ۳۱ روز  | برزیل           |
| ۸           |             | سپ بلاتر         | ۱۰ مارس ۱۹۳۶ ‏(۸۹ سال) | زنده                   | ۸ ژوئن ۱۹۹۸            | ۸ اکتبر ۲۰۱۵ (معلق)     | ۱۷ سال، ۱۲۲ روز | سوئیس           |
| کفیل        |             | عیسی حیاتو       | ۹ اوت ۱۹۴۶ ‏(۷۸ سال)   | زنده                   | ۸ اکتبر ۲۰۱۵ (کفیل)    | ۲۶ فوریه ۲۰۱۶           | ۱۴۱ روز         | کامرون          |
| ۹           |             | جانی اینفانتینو  | ۲۳ مارس ۱۹۷۰ ‏(۵۵ سال) | زنده                   | ۲۶ فوریه ۲۰۱۶          | تاکنون                  | ۹ سال، ۱۴۴ روز  | سوئیس · ایتالیا |

## نظارت و توسعه بازی‌ها

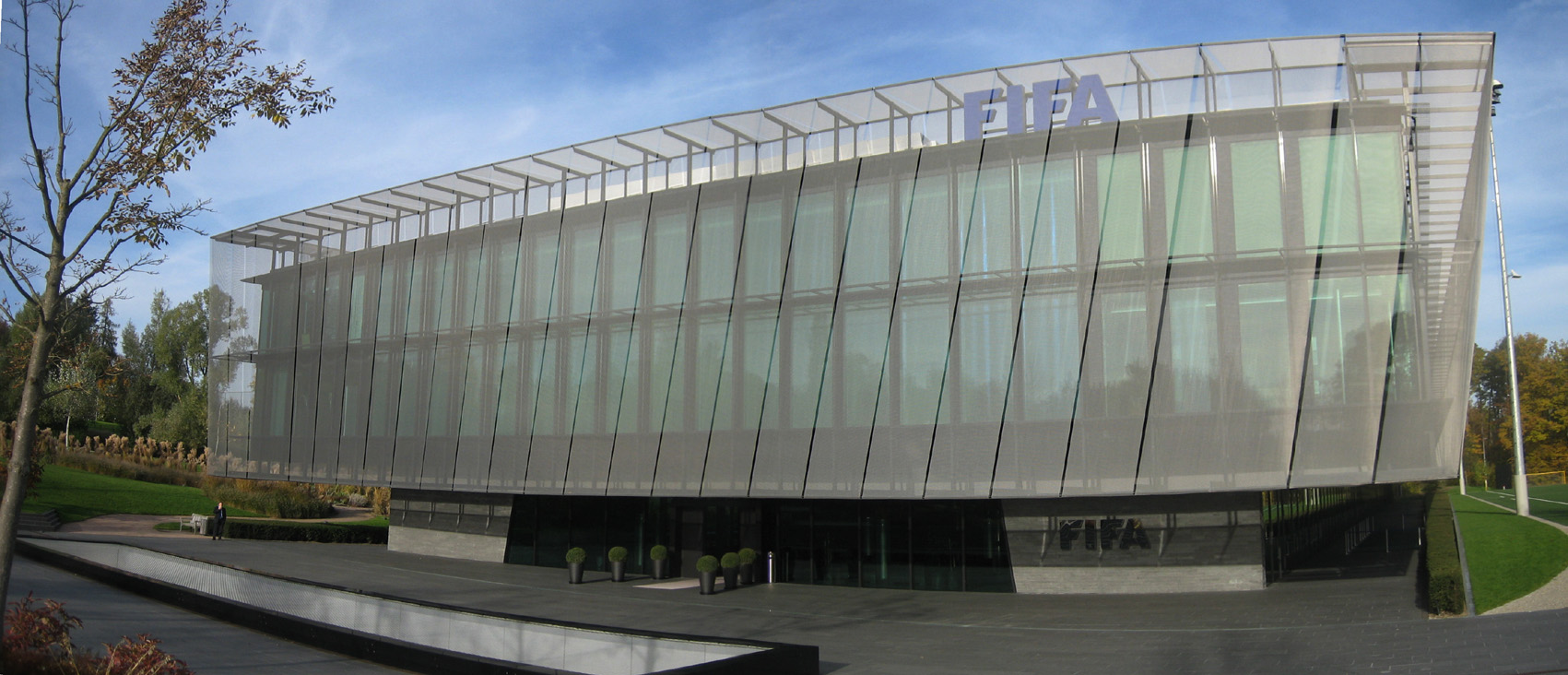
ستاد مرکزی فیفا در زوریخ

### قوانین فوتبال
وضع قوانین فوتبال و تغییر آن‌ها تنها بر عهده فیفا نیست. این قوانین توسط هیئت بین‌المللی فوتبال وضع می‌شود. فیفا در این هیئت ۴ عضو دارد و ۴ عضو دیگر از اتحادیه‌های فوتبال انگلیس، اسکاتلند، ولز و ایرلند شمالی هستند (عضویت این اعضا به خاطر سهم منحصربه‌فرد این کشورها در خلق و پیشینه بازی‌های فوتبال است). تغییر در قوانین بازی‌ها با موافقت حداقل ۶ نماینده از ۸ نماینده صورت می‌گیرد. البته این قانون به تازگی لغو شده و فقط انگلیس حق رأی دارد.
بیشتر اوقات فیفا نقش فعالی در کارکرد ورزش و توسعه و پیشرفت بازی‌ها در سراسر دنیا دارد.

### نظم و انضباط فدراسیون‌های کشورها
یکی از سیاست‌های منحصربه‌فرد فیفا تعلیق تیم‌ها و اعضای وابسته به آن‌ها از حضور در مسابقات بین‌المللی است وقتی که دولت‌هایشان در عملکرد فدراسیون فوتبالشان دخالت می‌کند یا هنگامی که فدراسیون مربوطه وظایف خود را به درستی انجام نمی‌دهد.
یکی از شاخص‌ترین موارد در همین اواخر تعلیق فدراسیون فوتبال یونان به خاطر دخالت‌های سیاسی کشورشان در امور فوتبال بود، دیگری مربوط به کنیا بود که به علت مناسب نبودن روند اجرایی بازی‌ها تعلیق شد، و همچنین عراق.
بخش آسیایی فیفا یعنی ای اف سی نیز به تازگی ۲۲فدراسیون‌های خود را مجبور کرده که شفافیت در امور، تعداد مسابقات، کیفیت در آموزش و کیفیت ساختار لیگ‌ها را افزایش دهند. هر فدراسیونی که با این اصلاحات کلی همکاری نکند تعلیق خواهد شد. یکی از فدراسیون‌هایی که در این باره تعلیق شد استرالیا بود کشوری که تنها تیم‌های خاصی می‌توانستند در لیگ حرفه‌ای آن بازی کنند و راه برای عضویت دیگران بسته بود، این سیستم بیشتر در آمریکای شمالی مشاهده شده بود.
تیم ملی فوتبال عراق هم در می۲۰۰۸ به خاطر دخالت‌های دولتش و منحل کردن فدراسیون فوتبال کشورشان توسط دولتش معلق شد اما این حکم نیزدر پی انصراف دولت عراق از انحلال فدراسیونش پس گرفته شد.

## قانون ممنوعیت بازی در مناطق مرتفع از سطح دریا توسط فیفا
در آوریل ۲۰۰۷ فیفا مبادرت به تهیه قانونی کرد که طبق آن هیچ مسابقه بین‌المللی فوتبال در آینده نتواند در ارتفاع بیشتر از ۲۵۰۰ متر از سطح دریا (۸۲۰۰ فوت) برگزار شود. بر اساس این طرح در کشور بولیوی شهر La Paz(۳۶۰۰ متر)، در اکوادور شهر Quito (۲۸۰۰ متر) و در کلمبیا شهر Bogotá(۲۶۴۰ متر) نمی‌توانستند هیچ مسابقه بین‌المللی برگزار کنند. با این حال پس از اعتراض‌های بین‌المللی فیفا از این تصمیم منصرف شد و تحت فشارهای سیاسی از طرف کشورهای عضو کنمبل در ژوئن ۲۰۰۷ این ارتفاع را به ۲۸۰۰ متر یعنی ۹۱۹۰ فوت افزایش داد بنابراین دو شهر Quito و Bogota یکبار دیگر اجازه برگزاری بازی‌های بین‌المللی را یافتند و پس از آن نیز در ژوئیه ۲۰۰۷ به La Pazاین اجازه داده شد.

## سرود فیفا
از جام جهانی فوتبال ۱۹۹۴ مانند لیگ قهرمانان اروپا فیفا سرودی را که توسط یک آهنگساز آلمانی (Franz Lambert)ساخته شده بود را به عنوان سرود رسمی خود معرفی کرد. سرود فیفا در آغاز مسابقات فوتبال و تورنمنت‌هایی مثل مسابقات دوستانه بین‌المللی، جام جهانی فوتبال، جام جهانی فوتبال زنان و جام جهانی فوتبال زیر ۲۰ سال نواخته می‌شود.

## حامیان مالی
- آدیداس[۵]
- کوکا کولا[۶]
- گازپروم[۷]
- گروه هیوندای موتور[۸]
- ویزا کارت[۹]

## فساد مالی در سال ۲۰۱۵ میلادی
در ماه مه ۲۰۱۵، چهارده نفر از جمله تعدادی از مقامات عالی‌رتبه فیفا به اتهام فساد مالی در زوریخ سوئیس بازداشت شدند. حکم جلب این افراد به درخواست وزارت دادگستری ایالات متحده توسط دادگاهی در نیویورک صادر شده بود. اتهام آن‌ها اخاذی، کلاهبرداری و پولشویی عنوان شد. جفری وب، اوگنیو فیگیردو اهل اروگوئه نایب رئیس فیفا و عضو هیئت اجرایی، خوزه ماریا مارن، عضو کمیته باشگاهی فیفا اهل برزیل، ادواردو لی، رئیس فدراسیون فوتبال کاستاریکا و رافائل اسکیوِل، رئیس فدراسیون فوتبال ونزوئلا، خولیا روکا، رئیس فدراسیون فوتبال نیکاراگوئه و جک وارنر، رئیس سابق کنفدراسیون فوتبال کونکاکاف و نایب رئیس سابق فیفا هم در ارتباط با فساد مالی در فیفا دستگیر شدند.
دریافت رشوه از کشورها در قبال اعطای میزبانی مسابقات بزرگ و به ویژه جام جهانی، از مهم‌ترین اتهامات به مقام‌های فیفا بوده است. این اخبار باعث شدند تا شایعاتی در زمینه میزبانان جام‌های جهانی ۲۰۱۸ و ۲۰۲۲ یعنی کشورهای روسیه و قطر و احتمال تغییر میزبان‌ها مطرح شود. به تازگی رسانه‌ها در این زمینه مدعی شدند که هنگام رأی‌گیری برای انتخاب میزبان جام جهانی ۲۰۱۰، مراکش به جای آفریقای جنوبی برنده شده بود.
روزنامه دیلی تلگراف چاپ انگلیس در این زمینه عنوان داشت: جک وارنر عضو سابق کمیته اجرایی فیفا نقش اصلی را در تغییر نتیجه این رأی‌گیری داشت به‌طوری‌که ابتدا یک میلیون دلار در ازای حمایت از پیشنهاد مراکش دریافت کرده بود اما اندکی بعد با پیشنهاد بالاتری از آفریقای جنوبی روبرو شد.

### پیامدها
سپ بلاتر تحت فشار نخست‌وزیر وقت انگلیس دیوید کامرون و همین‌طور میشل پلاتینی رئیس اتحادیه فوتبال اروپا بعد از کمتر از یک هفته از منسوب شدن به ریاست فیفا از سمت خود استعفاء داد.

## انتخابات ۲۰۱۶
در ۷ اسفند ۱۳۹۴ (۲۶ فوریه) انتخابات تعیین رئیس جدید فیفا با حضور ۲۰۹ عضو از ۲۱۱ عضو برگزار شد که در پایان دور سوم رأی‌گیری، جانی اینفانتینو (ایتالیایی) به مدت سه سال برای ریاست فیفا برگزیده شد. کنفدراسیون‌های کویت و اندونزی به دلیل تعلیق نتوانستند در این رأی‌گیری شرکت کنند.

## مسابقه‌های فیفا

محل برگزاری مسابقه‌های فیفا (مردان و زنان)

### مردان
- جام جهانی فوتبال
- جام کنفدراسیون‌ها
- فوتبال در بازی‌های المپیک تابستانی (زیر ۲۳ سال)
- جام جهانی فوتبال زیر ۲۰ سال
- جام جهانی فوتبال زیر ۱۷ سال
- فوتبال در بازی‌های المپیک جوانان (زیر ۱۵ سال)
- جام باشگاه‌های فوتبال جهان
- جام جهانی فوتسال
- جام جهانی فوتبال ساحلی
- جام جوانان

### زنان
- جام جهانی فوتبال زنان
- فوتبال در بازی‌های المپیک تابستانی
- جام جهانی فوتبال زنان زیر ۲۰ سال
- جام جهانی فوتبال زنان زیر ۱۷ سال
- فوتبال در بازی‌های المپیک جوانان (زیر ۱۵ سال)
- جام جهانی فوتسال زنان - پیشنهاد شده
- جام جهانی فوتبال ساحلی زنان - پیشنهاد شده

## دارندگان عنوان‌های فعلی

### جام جهانی
|       | جام جهانی فوتبال | جام جهانی فوتبال زیر ۲۰ سال | جام جهانی فوتبال زیر ۱۷ سال |
| ----- | ---------------- | --------------------------- | --------------------------- |
| مردان | آرژانتین (۲۰۲۲)  | اروگوئه (۲۰۲۳)              | انگلیس (۲۰۱۷)               |
| زنان  | اسپانیا (۲۰۲۳)   | ژاپن (۲۰۱۸)                 | ایالات متحده آمریکا (۲۰۱۴)  |

### المپیک
|       | المپیک تابستانی            | المپیک تابستانی جوانان |
| ----- | -------------------------- | ---------------------- |
| مردان | مکزیک (۲۰۱۲)               | پرو (۲۰۱۴)             |
| زنان  | ایالات متحده آمریکا (۲۰۱۲) | چین (۲۰۱۴)             |

### کنفدراسیون
- جام کنفدراسیون‌ها:  آلمان (۲۰۱۷)

### باشگاه
- جام باشگاه‌های فوتبال جهان: باشگاه فوتبال منچسترسیتی ۲۰۲۳